# Schizostachyum latifolium
Schizostachyum latifolium är en gräsart som beskrevs av James Sykes Gamble. Schizostachyum latifolium ingår i släktet Schizostachyum och familjen gräs. Inga underarter finns listade i Catalogue of Life.